# Hervonden herinneringen
Hervonden herinneringen (Engels: Recovered-memory) zijn herinneringen aan seksueel misbruik die opnieuw in het bewuste opduiken, met name na therapie. Het concept is omstreden. Tijdens therapie hervonden herinneringen zijn waarschijnlijk iatrogeen: veroorzaakt door de therapie zelf. 

## Geschiedenis
Sigmund Freud meende aanvankelijk dat alle neurosen het gevolg waren van seksueel misbruik tijdens de jeugd. Wegens het traumatische karakter ervan was het misbruik uit het bewustzijn verdrongen. Hij had dat bij zichzelf ontdekt en verklaarde zijn idee vervolgens universeel geldig. Als cliënten hem vertelden dat ze helemaal geen herinnering aan dergelijk misbruik hadden oefende hij net zolang druk op hen uit tot ze toegaven. Maar in 1898 paste hij zijn theorie aan. Neurosen waren nu niet langer het gevolg van daadwerkelijk seksueel misbruik tijdens de jeugd, maar van kinderlijke verlangens naar seksueel contact met de ouder van het andere geslacht (oedipuscomplex en elektracomplex). Dergelijke verlangens werden wegens hun taboekarakter niet tot het bewuste toegelaten, maar verdrongen. Deze verdringing was de oorzaak van neurosen. Een van de redenen om zijn verleidingstheorie op te geven was dat volgens Freud het onbewuste geen verschil kan maken tussen feiten en fictie.
Eind jaren '80 en gedurende de jaren 90 was er in de Verenigde Staten een sociale besmetting die men de recovered memory craze noemde, een massahysterie met vele valse beschuldigingen en rechtzaken.. De manie werd mogelijk aangewakkerd, doordat de media (bijvoorbeeld in de programma's van Oprah Winfrey en de bekentenis van Roseanne Barr) tot kopieergedrag leidde bij jonge tienermeisjes die zich plotseling ook van alles herinnerden, vaak in clusters van vriendengroepen. De epidemie kreeg nooit echt voet aan de grond in Europa. De recovered memory craze wordt ook wel gekoppeld aan de claims over Satanisch ritueel misbruik.
Hoewel de verleidingstheorie door Freud circa 1898 is verlaten, is deze nog steeds gemeengoed onder therapeuten, politiemensen, en andere leken. Sommige therapeuten menen daarom dat men bij cliënten met depressies, angststoornissen en dergelijke seksueel misbruik uit de jeugd moet opsporen, ook als de cliënt daar geen herinnering aan heeft. Hiervoor wordt onder andere hypnose ingezet. Met name in de Verenigde Staten zijn in de jaren tachtig in de rechtszaal op basis van hervonden herinneringen heuse geheugenoorlogen uitgevochten, tussen de advocaten en deskundigen van vermeende slachtoffers, en de advocaten en deskundigen van aangeklaagden. Een bekende geheugendeskundige uit de laatste categorie is Elizabeth Loftus, die wijst op de beïnvloedbaarheid van het menselijk geheugen; uit experimenten blijkt dat herinneringsvervalsing kan worden opgeroepen. De Nederlandse psychologen Hans Crombag en Harald Merckelbach betoogden in hun boek Hervonden herinneringen en andere misverstanden (1996) dat er geen bewijs is voor het bestaan van hervonden herinneringen; traumatische herinneringen worden juist beter onthouden.
Ook in de media blijkt het concept in de 21e eeuw nog springlevend. Zo kreeg de Belgische bestsellerauteur Griet Op de Beeck in 2017 van het programma De Wereld Draait Door alle ruimte om te verklaren dat ze er na langdurige therapie achter was gekomen dat ze tussen haar vijfde en negende jaar door haar vader was misbruikt, ook al bestaat daar geen enkel bewijs voor. Volgens Op de Beeck kunnen kinderen op die leeftijd over misbruik geen talige herinneringen opslaan, wat niet strookt met de wetenschappelijke opvattingen op dit terrein.

## Twee soorten
De psychologen Linsey Raymaekers, Elke Geraerts, en Harald Merckelbach stellen dat er feitelijk twee soorten van hervonden herinneringen bestaan. Allereerst herinneringen die tijdens therapie geleidelijk aan opduiken. In de tweede plaats herinneringen die spontaan opduiken. Alleen herinneringen uit die tweede groep achten zij betrouwbaar. Personen met hervonden herinneringen houden vaker een intern gegenereerde gedachte voor een authentieke herinnering.